# مركز بيرنبرغ للقتل الرحيم
مركز القتل الرحيم النازي في برنبورغ (بالألمانية: NS-Tötungsanstalt Bernburg)‏ عمل من 21 نوفمبر 1940 إلى 30 يوليو 1943 في جناح منفصل من مصحة الدولة والمستشفى العقلي (Landes-Heil- und Pflegeanstalt) في برنبورغ على نهر زاله في ولاية سكسونيا-أنهالت الألمانية. كان واحد من العديد من مراكز القتل الرحيم التي يديرها النازيون بموجب «برنامج القتل الرحيم» الرسمي، والذي يشار إليه لاحقًا بعد الحرب باسم أكتيون تي4. لقي ما مجموعه 9,384 مريضا ومعاقا من 33 مؤسسة رعاية ودور تمريض وكذلك حوالي 5000 سجين من ستة معسكرات اعتقال هنا في غرفة غاز باستخدام غاز أول أكسيد الكربون.
يوجد اليوم نصب تذكاري في بيرنبرغ ذكرى ضحايا مركز بيرنبرغ للقتل الرحيم.

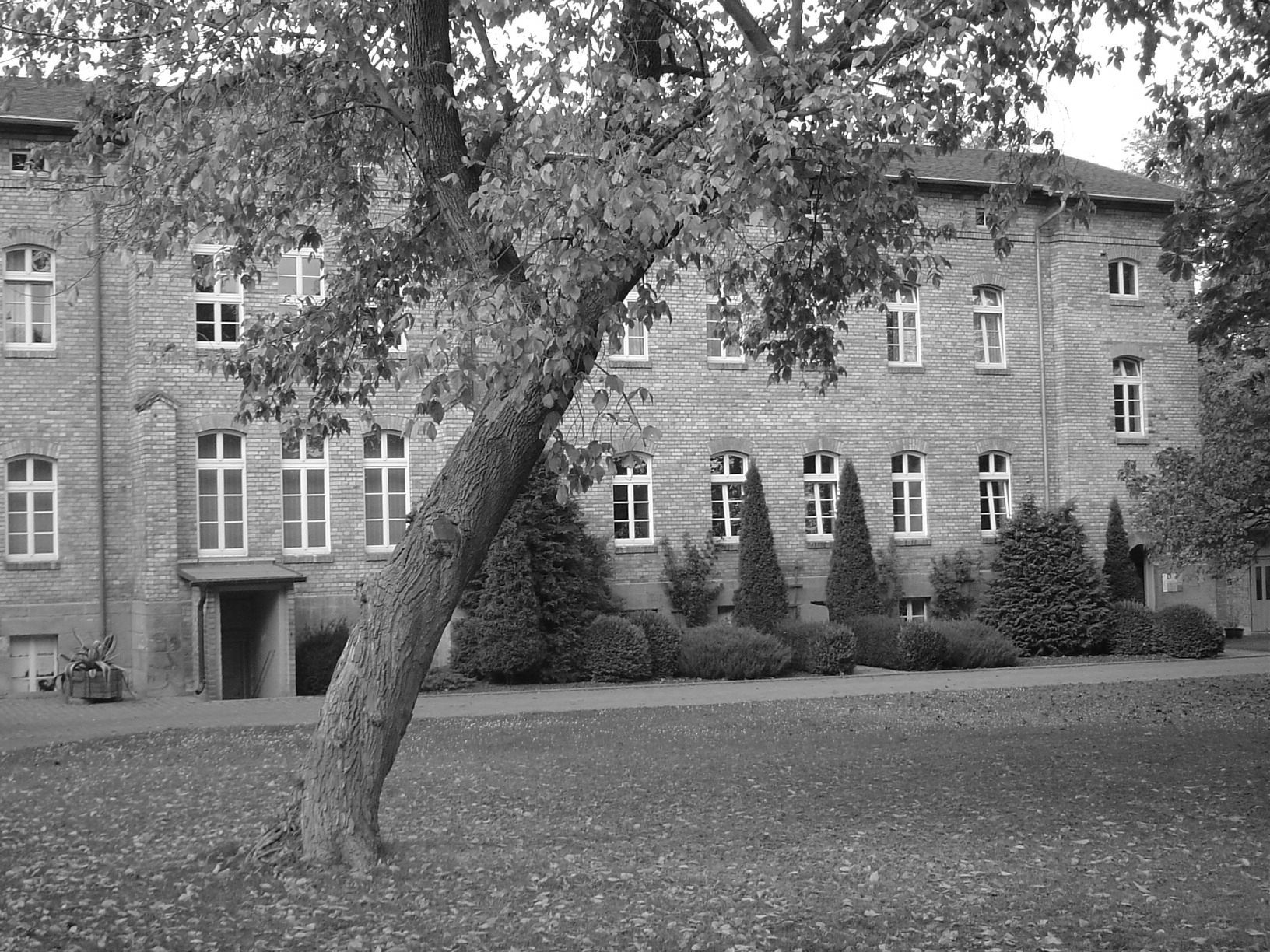
جناح الإبادة

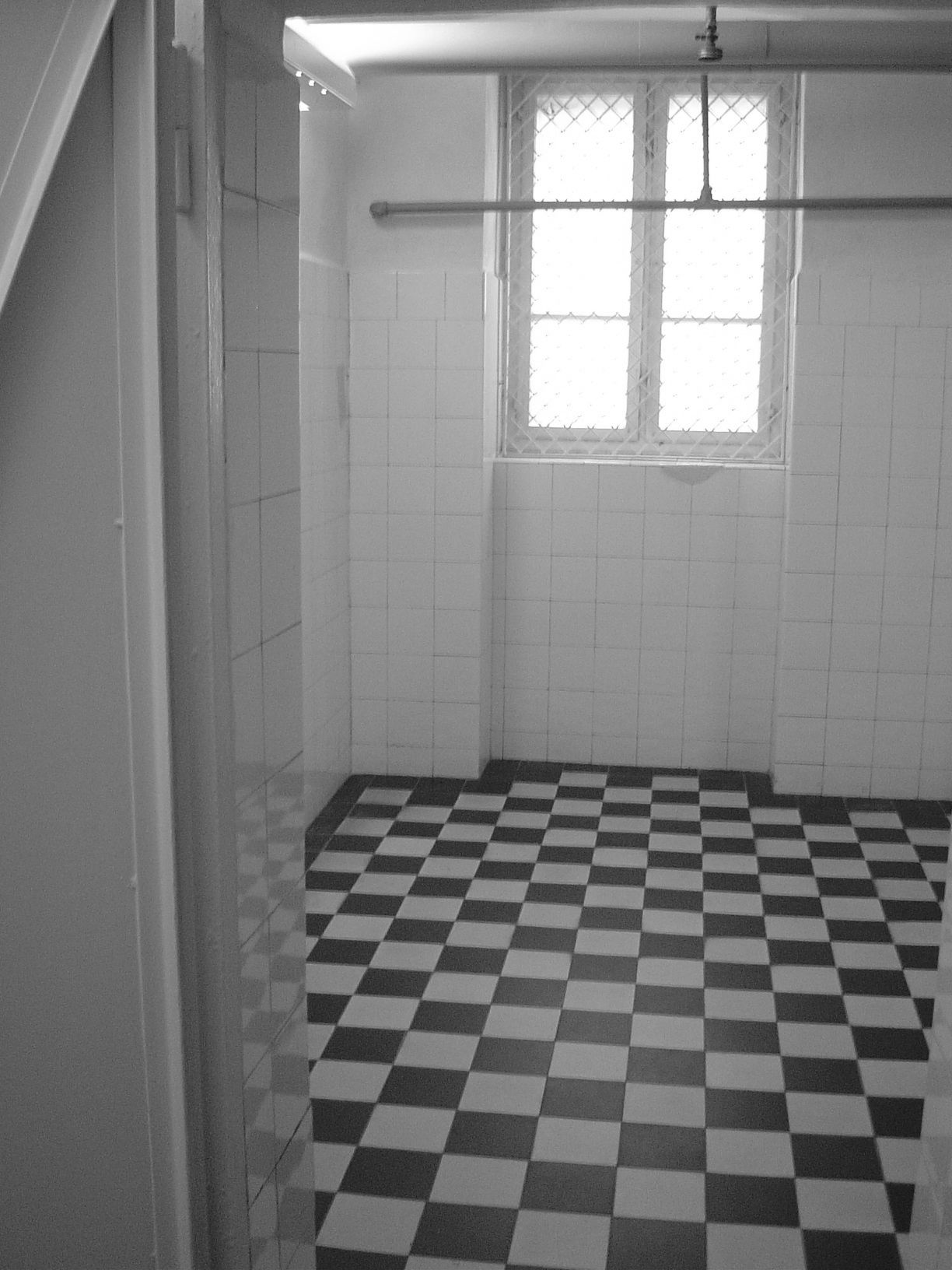
غرفة الغاز، التي صممها اروين لامبرت

## المرحلة الأولى من العملية
تم تصنيف الضحايا في مركز القتل في برنبورغ حسب مكانهم الأصلي. ووفقًا للخريطة التنظيمية، فقد شملوا: المرضى والمعوقين من مؤسسات في مقاطعات براندنبورغ وساكسونيا وشليزفيغ هولشتاين وولايات أنهالت وبرونزويك وميكلنبورغ، وكذلك العاصمة برلين ومدينة هامبورغ من حيث الضحايا تم نقلهم إلى بيرنبرج مباشرة أو عبر المراكز المتوسطة:
وفقا لملخص داخلي على قيد الحياة، ما يسمى إحصاءات Hartheim، قتل 8601 شخصًا في بيرنبرغ في عام 1941. تغطي هذه الإحصائيات المرحلة الأولى فقط من عمليات القتل T4 التي نفذت بأمر هتلر في 24 أغسطس 1941، ولا تتضمن أي أرقام لعام 1940.
| 1940 | نوفمبر | ديسمبر | 1941 | يناير | فبراير | مارس  | أبريل | مايو  | يونيو | يوليو | أغسطس | مجموع         |
| ---- | ------ | ------ | ---- | ----- | ------ | ----- | ----- | ----- | ----- | ----- | ----- | ------------- |
|      | 397    | 387    |      | 788   | 939    | 1,004 | 1,084 | 1,316 | 1,406 | 1,426 | 638   | 8,601 (9,384) |